# Gerónimo Rulli
Gerónimo Rulli (xeˈɾonimo ˈruli; La Plata, 20 de maig de 1992) és un futbolista argentí que juga com a porter a l'AFC Ajax. És internacional amb la selecció argentina.

## Carrera esportiva

### Estudiantes
Rulli es va formar al planter de l'Estudiantes de La Plata, i va arribar al primer equip el 2012, on fou inicialment el tercer porter, rere Justo Villar i Agustín Silva. El 8 d'abril de 2013, va aprofitar la marxa de Villar al Nacional i una lesió de Silva per disputar el seu primer partit com a professional, jugant de titular en una derrota per 0–1 contra l'Arsenal de Sarandí.
Rulli va jugar 11 partits més a la primera divisió argentina durant la temporada 2012–13, i va establir un rècord de 588 minuts sense rebre gol. Va jugar tots els partits de lliga de la temporada 2013–14, passant definitivament per davant de Silva en la titularitat.

### Reial Societat
El 24 de juliol de 2014 Rulli fou cedit per un any a la Reial Societat des del Deportivo Maldonado, que havia comprat els seus drets només un mes abans. Va debutar amb el seu nou club el 28 d'agost, essent titular, i substituït al minut 85 a causa d'una lesió de turmell en una derrota a fora per 3-0 contra el FC Krasnodar a l'Europa League 2014-15.
Rulli va tornar a jugar el novembre, i va debutar a la primera divisió el 20 de desembre de 2014, jugant de titular en un empat 1–1 a fora contra el Llevant UE. El 4 de gener de l'any següent, va fer diverses aturades clau que van permetre els Txuri-urdin guanyar 1–0 a casa contra el FC Barcelona.
El 4 de juliol de 2015, la cessió de Rulli es va ampliar per un any addicional.
El 19 de juliol de 2016, Rulli fou fitxat pel Manchester City FC de la Premier League per 4 milions de lliures. Poc després fou cedit novament a la Real Sociedad, abans d'anar-hi permanentment el 2017.
El 14 d'agost de 2019, Rulli fou cecit al club Montpellier HSC de la Ligue 1 per un any, amb opció de compra.

### Vila-real
El 4 de setembre de 2020, després d'acabar la cessió al Montpellier, Rulli va signar contracte per quatre anys amb el Vila-real CF.

## Palmarès
Vila-real CF
- 1 Lliga Europa de la UEFA: 2020-21

Selecció argentina
- 1 Copa del Món: 2022[13]
- 1 Copa Amèrica: 2024[14]
- 1 Copa de Campions Conmebol-UEFA: 2022[15]